# Honschaft Obmettmann

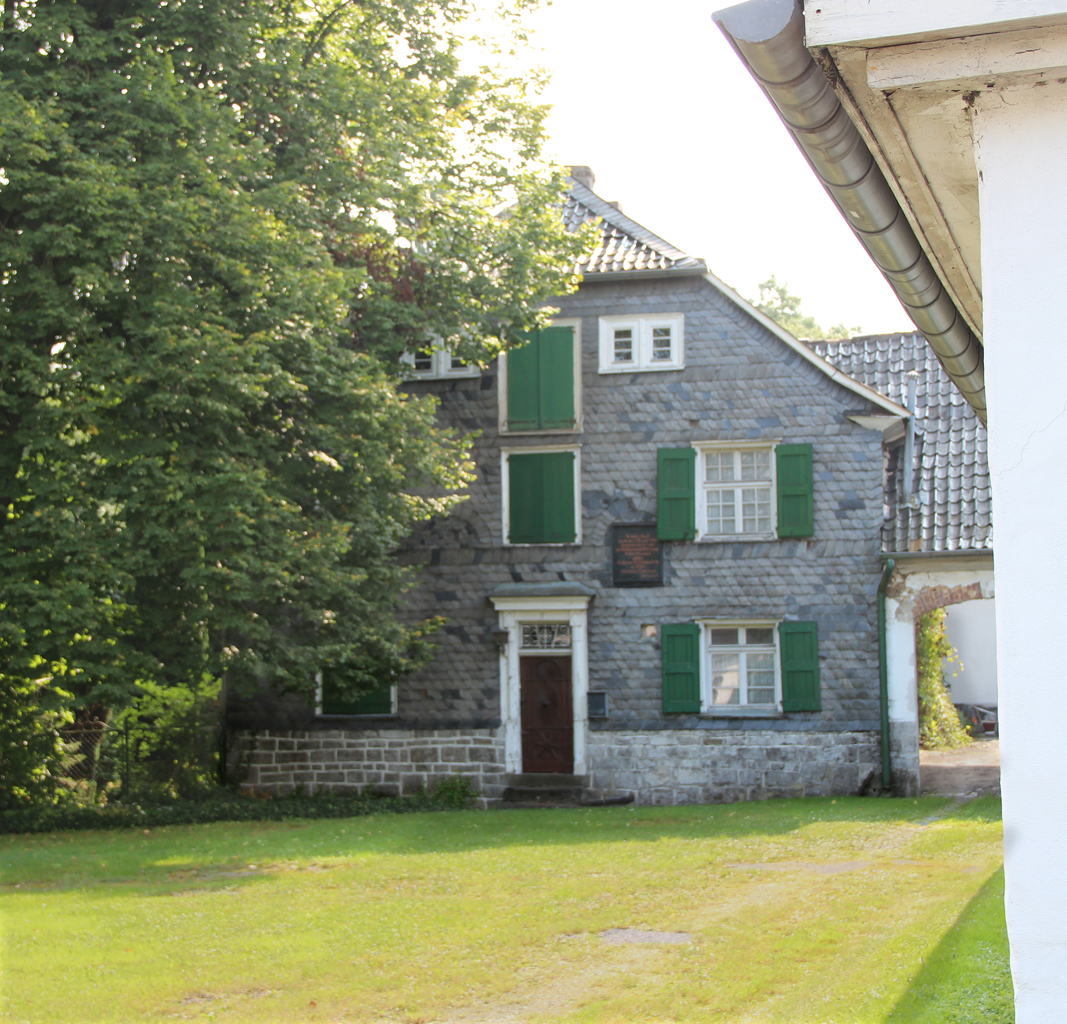
Gut Heresbach

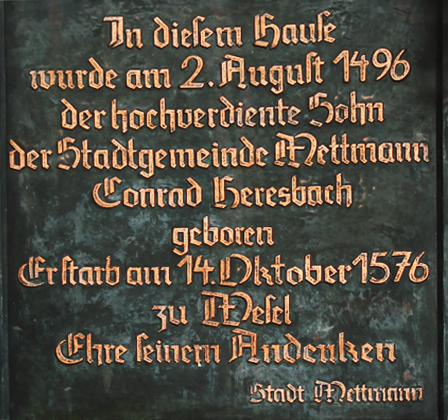
Gedenktafel für Konrad Heresbach

Die Honschaft Obmettmann war bis zum 19. Jahrhundert eine der untersten Verwaltungseinheiten im ländlichen Außenbezirk des Niederbergischen Landes.

## Geschichte
Ab dem Mittelalter gehörte die Honschaft zum Amt Mettmann und kam im 18. Jahrhundert zum Amt Solingen und unter die Verwaltung der Unterherrschaft (später Amt) Schöller. Im Zuge einer Verwaltungsreform innerhalb des Großherzogtums Berg wurde 1808 die Bürgermeisterei Mettmann gebildet und die Honschaft mit Mettmann vereinigt. Die Bürgermeisterei Mettmann bildete seit 1846 eine Gemeinde gemäß der Gemeinde-Ordnung für die Rheinprovinz vom 23. Juli 1845 und seit 1856 eine Stadt gemäß der Rheinischen Städteordnung.

## Ortschaften, Höfe, Kotten und Wohnplätze
Im Schatz- & Lagerbuch des Amtes Mettmann von 1672/73 wurden als Höfe und Kotten Obmettmanns genannt: Zu Scheffges, Auff der Auen, Zu Stieffgenß, Im Laeckenhoff, Groß Golberg, Klein Golberg, Zu Schmalt, Hertzbach, Uffm Heyd, Zu Brückenhauß, Der Robertzhoff, Zur Pollenheyden, Heuhauß, Stamshauß, Zu Esterhaußen, Uff der Kuhlen, An der understen Drenck, Im Hamelseipen, Boffenseipen, Im Peddenbroch, und
Zur Bücken.

Laut der Statistik und Topographie des Regierungsbezirks Düsseldorf von 1832 gehörten zu der Honschaft die Ortschaften und Wohnplätze Am alten Auerbaum, Am Schnuck, Am Uellendahl, Am weißen Pferd, An der Buschdelle, An der Drenk, Auf der Aue, Bollenhof, Brückenhaus, Goldbergerheide, Großeistringhausen, Groß-Goldberg, He(e)resbach, Hummelsiepen, Im Pellenbruch, In der Hoffnung, Schöllersheide, Neue Schule, Neues Gauerröttchen, Roperz, Scheffges, Stiefges, Wersten, Wiltses, Zum Löh, Zur Böck, Zur Gau sowie Zur Kuhlen.

## Hof Heresbach
Von historischem Belang ist der Hof Heresbach, das Geburtshaus des humanistischen Theologen und Juristen Konrad Heresbach. Es bestehen große Probleme, das vom Verfall bedrohte, unter Denkmalschutz stehende Gebäude zu erhalten.

## Rittergut Goldberg
Um 1217 wurde vom Ritter Henricus de Goltberghe ein Rittersitz angelegt am Mettmanner Bach. 1329 kam es im Besitz des Grafen Adolf von Berg und wurde ein bergischer Lehen. Zu diesem Zeitpunkt war das Gut bereits stark vergrößert worden und reichte mit seinen Ländereien bis an die Düssel. Das Gut bestand im 17. Jh. aus den Teilen Groß Goldberg, Klein Goldberg und Goldberger Mühle. 1904 wurde das Rittergut Groß Goldberg bei einem Großfeuer vollständig vernichtet. Die Mühle wurde Ende der 90er Jahre durch einen hierfür eigens gegründeten Verein aufwendig renoviert.

## Heutige Situation

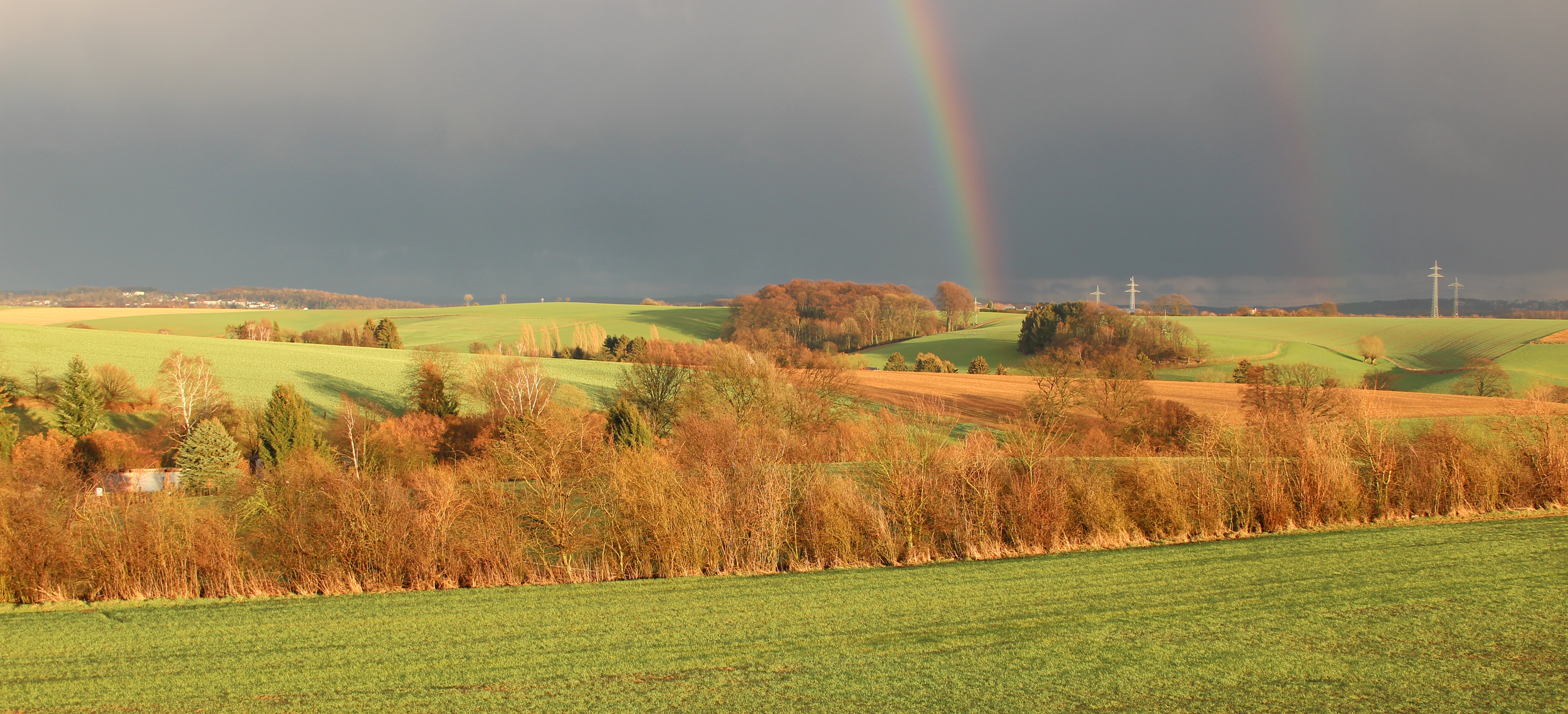
Ausblick über die östlichen Gebiete

Obmettmann bildet momentan einen Ortsteil von Mettmann. Die westlichen Teile Obmettmanns um Groß- und Kleingoldberg sind insbesondere durch Bebauung ab dem 19. Jahrhundert zum östlichen Teil des Mettmanner Stadtgebietes geworden. Der Stadtwald wurde ebenfalls teilweise durch eine Neubausiedlung ersetzt. Außerdem ist an der Verbindungsstraße in Richtung Wuppertal ein großes Gewerbegebiet entstanden.
Alle befestigten Wege im zentralen und östlichen Honschaftsgebiet tragen in ihrer Gesamtheit den Namen Obmettmann. Sie sind durch eine Straße angebunden, die in der Landschaft teilweise durchverbunden ist, teilweise aber auch in isolierten Abschnitten verläuft. Dieses Gebiet ist zum größten Teil landwirtschaftlich geprägt und dünn besiedelt.